# Klow (Bach)
Der Klow (ukrainisch Клов, russisch Клов Klow) ist ein rund 3 km langer Zufluss der Lybid im Stadtteil Nowa Sabudowa (ukrainisch Нова Забудова) der ukrainischen Hauptstadt Kiew.

## Name
Der Name „Klow“ leitet sich wahrscheinlich aus dem russischen Wort клокочущий für „sprudelnd“ (вода) ab. Das Stadtviertel Klow wurde nach dem Fluss benannt.

## Beschreibung
Die Quelle des Klow, 1868 von Nikolai Sakrewski beschrieben, befindet sich unweit des Arsenalplatzes. Der Bach verläuft dann entlang des Klower Steiges, der Melnikow-Straße und der Esplanade-Straße. Dort nimmt er den Chreschtschatyk und die Klowitza (Кловица) auf und fließt dann weiter unter dem Olympiastadion und dessen Vorplatz hindurch, weiter entlang der Fiskultury-Straße und mündet dann in die Lybid.
Von 1850 bis 1852 wurde die Klower Schlucht zu einer gepflasterten, mit Pappeln gesäumten Straße. Es entstand der Klower Steig, der Klow wurde verrohrt und verläuft seitdem unterirdisch. Auf dem Anwesen des Generalgouverneurs an der Quelle des Bachs wurde ein Teich angelegt, auf dem Ödland bis zur heutigen Großen Wassilewska-Straße entstanden Obstplantagen und Gärten. Ab den 1920er Jahren wurde hier ein Komplex von Sportanlagen gebaut. Mit der Anlage des Lessja-Ukrajinka-Boulevards und dem Bau mehrgeschossiger Wohngebäude Ende der 1950er Jahre wurden auch die letzten oberirdischen Teile des Baches verrohrt.